# Darko Mišić
Darko Mišić (Dabovci, 27 giugno 1991) è un calciatore croato, difensore svincolato.

## Biografia
Ha un fratello più piccolo, Marko, anch'egli calciatore.

## Carriera
Il 7 luglio 2019 viene acquistato a titolo definitivo dalla squadra slovena del Koper.